# The Spencer Davis Group
The Spencer Davis Group je bio britanski beat sastav iz sredine 1960-ih. Originalnu postavu grupe koja je osnovana u Birminghamu 1963. tvorili su; Spencer Davis (gitara, vokal), Steve Winwood (vokal, solo gitara, orgulje), Muff Winwood (bas-gitara) i Pete York (bubnjevi).

## Povijest sastava
Spencer Davis (17. srpanja 1939. Swansea, Wales) došao je iz Londona u Birmingham na studij 1960. Godine 1963. zajedno s braćom Winwood  osnovao je sastav The Spencer Davis Group.
Sastav je poput mnogih drugih tadašnjih beat grupa, svirao po lokalnim klubovima u Birminghamu i bio mala lokalna atrakcija. Prva ploča koju su snimili bila je Dimples, ali prvi veliki uspjeh bila im je hit pjesma iz 1965. Keep On Running. Godine 1966. slijedili su novi uspjesi sa skladbama; Somebody Help Me i When I Come Home. 
Krajem 1966. i u početku 1967., sastav je izbacio dva nova hita; Gimme Some Lovin i I'm a Man. Ove dvije skladbe učinile su ih i planetarno popularnim (s njima su uspjeli i na američkim top ljestvicama).
Kuriozum je popularnost grupe u Njemačkoj, u kojoj je grupa često koncentrirala, čak i po manjim klubovima. Za njemačko tržište snimili su i singl ploču s dvije skladbe; Det war in Schöneberg, im Monat Mai / Mädel ruck ruck ruck an meine grüne Seite. Povezanost sastava s Njemačkom bila je i zbog Spencerovog studija u Berlinu 1960-ih.
Godine 1967., Steve Winwood napustio je sastav zbog osnutka vlastite grupe Traffic, to isto uradio je i njegov brat Muff, koji se posvetio producentskom poslu za tvrtku Island Records. 
Sastav je nastavio djelovati i nakon odlaska braće Winwood, ali više nikad nije doživio uspjehe iz ranijih godina. 
Snimili su osrednje primljene singl ploče; Time Seller/ Don't Want You No More (1967.), Mr. Second-Class (1967.) a ploča  After Tea iz 1968. bio im je posljednji komercijalni uspjeh.
Spencer Davis nastavio je glazbenu karijeru, dijelom koristivši ime Spencer Davis, te tako koncertrirao s raznim glazbenicima širom svijeta, svirajući stare uspješnice. Ali i snimajući jazz orijentiranu glazbu do 1980-ih s vrlo slabim prijamom kod publike.
Karijera Steve Winwooda išla je pak svojim tijekom, od razdoblja u sastavu Traffic pa onog u Blind Faith, Go do vlastite solističke karijere.

## Diskografija

### Singl ploče
- Dimples/Sittin' And Thinkin' (Fontana TF 471) 1964.
- I Can't Stand It/Midnight Train (Fontana TF 499) 1964. (UK #47)
- Every Little Bit Hurts/It Hurts me So (Fontana TF 530) 1965. (UK #41)
- Strong Love/This Hammer (Fontana TF 571) 1965. (UK #44)
- Keep On Running/High Time Baby (Fontana TF 632) 1965. (UK #1)
- Somebody Help Me/Stevie's Blues (Fontana TF 679) 1966. (UK #1)
- When I Come Home/Trampoline (Fontana TF 739) 1966. (UK #12)
- Gimme Some Lovin'/Blues In F (Fontana TF 762) 1966. (UK #2)
- I'm A Man/I Can't Get Enough Of It (Fontana TF 785) 1967. (UK #9)
- Time Seller/Don't Want You No More (Fontana TF 854)  1967. (UK #30)
- Mr Second Class/Sanity Inspector (United Artists UP 1203) 1967. (UK #35)
- After Tea/Moonshine (United Artists UP 2213) 1968.
- Short Change/Picture Of Heaven (United Artists UP 2226) 1968.

### Albumi
- Their First LP (Fontana TL 5242) 1965. (#6)
- Second Album (Fontana TL 5295) 1966. (#3)
- Autumn '66 (Fontana TL 5359) 1966. (#4)
- With Their New Face On (United Artists ULP 1192) 1968.

## Vanjske poveznice
- The Spencer Davis Group  Arhivirana inačica izvorne stranice od 15. listopada 2018. (Wayback Machine)
- Životopis
- Spencer Davis Group mini životopis na AMG webportalu
- Steff Porzel - Drums